# Harry Benjamin
Pour les articles homonymes, voir Benjamin.
 (22 décembre 2017).
Harry Benjamin, né le 12 janvier 1885 et mort le 24 août 1986, est un endocrinologue et sexologue américain d'origine allemande qui est connu pour ses travaux sur ce que l'on appelait le transsexualisme.
Il établit la nosographie du syndrome de Benjamin dans les années 1950, c'est-à-dire le fait d'être née MtF (être assignée masculin, et effectuer une transition vers le genre féminin), ou FtM (être assigné femme, et effectuer une transition vers le genre masculin). Certaines personnes refusent l'étiquette générique « trans » et préfèrent se reconnaître comme des « intersexuées non chromosomiques », notamment depuis les travaux du Pr Vincent Harley du Prince Henry's Institute en génétique moléculaire, avec la collaboration de l'université de Melbourne et l'UCLA de Los Angeles. Certains résultats de ses recherches sont parus dans la revue scientifique Biological Psychiatry en janvier 2009[pertinence contestée].

## Biographie
Benjamin est né à Berlin, et a grandi dans une maison luthérienne allemande. Sa mère est allemande et son père a des origines juives. Après son éducation à Berlin et à Rostock, il rejoint un régiment de la Garde prussienne. Il obtient son doctorat en médecine en 1912 à Tübingen pour une thèse sur la tuberculose. C'est la médecine sexuelle qui l'intéressait mais elle ne faisait pas partie des enseignements. Dans une entrevue réalisée en 1985, il se souvient :
« Je me souviens d'être allé, en tant que jeune, assister à une conférence d'Auguste Forel, dont le livre "The Sexual Question" faisait sensation à l'époque et qui m'a beaucoup impressionné. J'ai également rencontré Magnus Hirschfeld très tôt par l'intermédiaire d'une amie, qui connaissait le policier Kopp qui était chargé de l'enquête sur les infractions sexuelles. Lui, à son tour, était un ami de Hirschfeld, et j'ai donc rencontré les deux hommes. C'était environ en 1907. Ils m'ont emmené à plusieurs reprises dans les bars homosexuels de Berlin. Je me souviens surtout de l"Eldorado" avec ses spectacles de travestis, où de nombreux clients portaient aussi dans les vêtements de l'autre sexe. Le mot "travesti" n'avait pas encore été inventé. Hirschfeld l'a inventé seulement en 1910 dans son étude bien connue. »
Benjamin s'est rendu aux États-Unis en 1913 pour travailler avec un médecin qui prétendait à tort avoir trouvé un remède contre la tuberculose. Le paquebot dans lequel Benjamin retournait en Allemagne a été capturé à la mi-Atlantique, au début la Première Guerre mondiale en 1914, par la Royal Navy. On lui demanda de choisir entre un camp d'internement britannique en tant qu' "ennemi étranger" ou de retourner à New York. Il a utilisé ses derniers dollars pour faire le voyage de retour en Amérique où il s'est installé pour le reste de sa vie, même s'il a créé des liens avec des professionnels internationaux et visité l'Europe fréquemment pendant les guerres.
Après plusieurs tentatives infructueuses pour démarrer une carrière de médecin à New York, en 1915 Benjamin loue une salle de consultation, dans laquelle il dort, et commence une pratique plus personnelle de la médecine générale. Plus tard, il pratique à San Francisco (450 Sutter Street) chaque année pendant l'été, et au 44-Orient 67e rue à New York.

## Travail avec les personnes transgenres
En 1948, à San Francisco, Alfred Kinsey, un autre sexologue, demanda à Benjamin de voir un enfant qui "voulait devenir une fille" bien que de sexe masculin à la naissance; la mère a souhaité une aide plutôt que de contrecarrer l'enfant. Kinsey avait rencontré l'enfant à la suite de ses interviews pour rédiger le Sexual Behavior in the Human Male, qui a été publié cette année là. Kinsey et Benjamin n'avaient rien vu de semblable auparavant. Cet enfant a rapidement conduit Benjamin à comprendre qu'il existait un sentiment différent de celui des "travestis", ainsi qu'on catégorisait les adultes ayant des expressions de genre différentes à l'époque.
Malgré les débats parmi les collègues psychiatres de Benjamin quant au traitement à administrer, ce dernier a décidé de traiter l'enfant avec de l'œstrogène (Premarin, introduit en 1941). Ce traitement hormonal eût un "effet relaxant" et aidé la mère et l'enfant à se rendre en Allemagne, où une intervention chirurgicale pouvait être effectuée. Ils ont alors coupé contact, au regret de Benjamin. Cependant, Benjamin a continué à affiner sa compréhension du sujet et à traiter plusieurs centaines de patients ayant des besoins similaires, souvent sans accepter aucun paiement.
Beaucoup de ses patients ont été envoyés par David Cauldwell, Robert Stoller, et d'autres médecins du Danemark. Ces médecins ont reçu des centaines de demandes de personnes qui avaient lu leurs travaux en rapport avec le changement de sexe, qui ont ensuite été largement décrits.
Cependant, en raison des opinions politiques personnelles des médecins américains et d'une loi danoise interdisant la chirurgie de réassignation sexuelle à ceux qui n'étaient pas des ressortissants du pays, ces médecins ont renvoyé les demandeurs au médecin de l'époque qui les aiderait, Harry Benjamin. Benjamin administrait les traitements avec l'aide de collègues soigneusement sélectionnés de différentes disciplines (comme les psychiatres C. L Ihlenfeld et John Alden, l'électrologiste Martha Foss, et les chirurgiens Jose Jesus Barbosa, Roberto C Granato, et Georges Burou).
Ses patients le considèrent comme un homme d'un grand soin, d'un immense respect et de bonté, et nombre d'entre eux ont gardé le contact avec lui jusqu'à sa mort. Il a été un correspondant prolifique et assidu, à la fois en anglais et en allemand, et de nombreuses lettres sont archivées à la Magnus Hirschfeld Archive for Sexology, Université Humboldt, de Berlin.
Le contexte juridique, social et médical du "phénomène" transidentitaire aux États-Unis, comme dans de nombreux autres pays, contraste souvent avec le fait que le port de vêtements associés à l'autre genre en public était souvent illégal, toute comme l'était généralement la castration, et toutes les pratiques relevant de l'homosexualité. De nombreux médecins considéraient que les personnes trans (y compris les enfants) refusaient d'assumer leur genre, et qu'il fallait corriger ce défaut. Ils étaient alors soumis sans leur consentement à des "traitements" tels que des drogues, de la détention, la thérapie par électrochocs, ou encore la lobotomie.
Bien qu'il ait déjà publié des articles et donné de nombreuses conférences à un public professionnel, le livre de Benjamin, The Transsexual Phenomenon, fut extrêmement important en tant que premier grand ouvrage décrivant et expliquant le traitement dont il fut le pionnier. La publicité entourant sa patiente Christine Jorgensen a rendu la problématique populaire en 1952 et a amené un grand nombre de personnes à demander de l'aide au niveau international. Dans la préface de l'autobiographie de Christine Jorgensen, le Dr Benjamin lui attribue l'avancement de ses études. Il y indique : « En effet Christine, sans vous, probablement rien de tout cela ne serait arrivé, la subvention, mes publications, les conférences, etc. »
À l'époque, d'autres cas similaires ont émergé dans d'autres pays, comme celui de Roberta Cowell qui fut opérée par Harold Gillies en Angleterre en 1951(l'opération ne fut rendue publique qu'en 1954) ; Coccinelle, qui a reçu beaucoup d'attention en France, en 1958 ; et April Ashley qui a été exposée en 1961 par les tabloid britanniques diffusés dans le monde entier. Mais la plupart des patients de Benjamin ont vécu (et beaucoup vivent encore) une vie discrète.
Reed Erickson (1917-1992), un industriel à succès, a été traité par Benjamin en 1963. Erickson a été le fondateur et le bailleur de fonds de la Erickson Educational Foundation, qui a publié des livrets pédagogiques, donné des conférences médicales financés, des services de conseils, et l'installation de cliniques du genre. La FEE a financé la Harry Benjamin Foundation.

## Autres travaux et intérêts
En dehors de l'endocrinologie et de la sexologie, il a travaillé sur le prolongement de la durée de vie et peut être vu comme un gérontologue. Benjamin lui-même a vécu jusqu'à 101 ans.
Benjamin était marié à Gretchen, à qui il dédia son œuvre en 1966.
En 1979, la Harry Benjamin International Gender Dysphoria Association a été formée, utilisant son nom avec son autorisation. Elle se compose d'ergothérapeutes et de psychologues qui ont conçu un ensemble de Normes de soins (SOC) pour le traitement du trouble de l'identité sexuelle, en grande partie basée sur les études de cas de Benjamin. Elle changea plus tard son nom pour l'Association professionnelle mondiale pour la santé des personnes transgenres (WPATH), mais vénère encore ses liens avec Harry Benjamin.